# Кузнецово (деревня, Дмитровский городской округ)
Кузнецово — деревня в Дмитровском районе Московской области, в составе сельского поселения Якотское. Население — 23 чел. (2010). До 2006 года Кузнецово входило в состав Якотского сельского округа.

## Расположение
Деревня расположена в северо-восточной части района, примерно в 12 км к северо-востоку от Дмитрова, на возвышении Клинско-Дмитровской гряды (водораздел рек Шибовки и Ветелки (левые притоки Дубны), высота центра над уровнем моря 214 м. Ближайшие населённые пункты — Тимоново на севере, Якоть на юге и Скриплево на юго-западе.

## Население
| 2002 | 2006 | 2010 |
| ---- | ---- | ---- |
| 15   | ↘11  | ↗23  |